# Mjedrioni
El Mjedrioni fue un grupo paramilitar y una organización política de Georgia, ilegalizada desde 1995 pero que después se reconstituyó en el partido político Unión de Patriotas.

## Fundación
La fundación de Mjedrioni tuvo lugar en los momentos finales de la Unión Soviética, cuando la entonces RSS de Georgia luchaba por su independencia. Las relaciones entre los nacionalistas georgianos y las minorías nacionales, especialmente las de las RASS de Abjasia y el Óblast autónomo de Osetia del Sur, fueron especialmente difíciles, creciendo la tensión durante el ascenso al poder del ex-disidente soviético Zviad Gamsajurdia. El Mjedrioni fue una de los grupos paramilitares nacionalistas fundados en este periodo como contraposición a organizaciones paramilitares fundadas por nacionalismos rivales a lo largo de Georgia.
El grupo fue fundado en 1989 por Dzhaba Ioseliani, y el grupo tomó el nombre de Mjedrioni por las históricas guerrillas georgianas que lucharon contra los ocupantes persas, otomanos y rusos. El nombre del grupo literalmente significa "hombres a caballo", pero en georgiano se aproxima más al de "caballeros". Cada miembro de la organización tenía que hacer un juramento para la defensa de los georgianos, la Iglesia Ortodoxa y Apostólica Georgiana y las tierras georgianas, y lucían un medallón con la escena de San Jorge lanceando al dragón en un lado, y el nombre de su poseedor con el tipo de sangre al otro.

## Características
Los miembros del Mjedrioni se ganaron la negativa reputación de banda fuertemente armada que utilizó la violencia y la intimidación contra sus rivales. Se distinguían rápidamente por su indumentaria, compuesta de pantalones vaqueros, jerséis y chaquetas, y con gafas de sol, usadas incluso en interiores. Los miembros de Mjedrioni fueron acusados frecuentemente de actividades criminales, extorsión y "venta de protección" en las zonas donde tenían el control efectivo, con controles de carreteras donde se debían de pagar "peajes", tráfico de drogas y robos. En 1991, los Mjedrioni se calculó que eran unos 8.000 miembros, considerablemente más que la Guardia Nacional de Georgia.

## Golpe de Estado
A pesar de que Zviad Gamsajurdia y Dzhaba Ioseliani compartían similares puntos de vista nacionalistas, empezaron duros enfrentamientos después de la llegada al poder de Gamsajurdia en noviembre de 1990. En febrero de 1991 Ioseliani fue encarcelado sin juicio junto a cientos de sus seguidores y el Mjedrioni fue ilegalizado. En agosto de 1991, después del golpe de Estado en la Unión Soviética, expulsó a Tengiz Kitovani, jefe de la Guardia Nacional de Georgia, y su primer ministro Tengiz Sigua dimitió al mismo tiempo. Kitovani formó rápidamente una coalición anti-Gamsajurdia con Sigua y el encarcelado Ioseliani. En diciembre de 1991, los seguidores de Kitovani liberaron a Ioseliani de la cárcel, y con la participación de los Mjedrioni iniciaron un violento golpe de Estado contra el gobierno de Gamsajurdia. Hubo intensos combates en las calles de Tiflis entre los rebeldes y los "zviadistas", entre diciembre de 1991 y enero de 1992, que culminaron en el edificio del parlamento georgiano. El enfrentamiento terminó con la huida de Gamsajurdia a Chechenia. Hubo al menos 100 muertos en los enfrentamientos.

## Mjedrioni después de Gamsajurdia
En la supresión de los restos de los "zviadistas" después de la caída de Gamsajurdia, el Mjedrioni tuvo un papel crucial. Eduard Shevardnadze, ampliamente respetado por su papel como antiguo Ministro de Exteriores de la URSS, fue el que le dio apariencia de respetabilidad al nuevo gobierno. El gobierno dependía del Mjedrioni, permitiendo incluso dentro del edificio del Parlamento georgiano la presencia de los "guardaespaldas" de Dzhaba Ioseliani, que era diputado.

### La guerra civil
Con el empeoramiento de los enfrentamientos civiles en Abjasia en 1993, la Guardia Nacional de Georgia y el Mjedrioni lanzaron una operación en la región para erradicar a los separatistas y a los partidarios de Zviad Gamsajurdia. El resultado fue una desastrosa derrota de las fuerzas pro-gubernamentales, que fueron expulsadas de Abjasia junto con casi toda la población étnicamente georgiana de la región, y con un resultado de unas 10 000 personas muertas en los combates.

### Brutal represión
En septiembre de 1993 Gamsajurdia inició un levantamiento armado en Georgia Occidental, en un intento de volver al poder. El Mjedrioni jugó un importante papel en la represión del levantamiento y el Mjederini tomó el estatus semioficial de "Cuerpo Georgiano de Rescate". La intervención de Rusia aseguró la derrota de Gamsajurdia y el 31 de diciembre de 1993 se informó de su suicidio, aunque se extendió ampliamente el convencimiento que fue asesinado. En los informes de prensa se acusó a los Mjedrioni de su muerte, pero estos lo negaron.
Se atribuyó a los Mjedrioni la erradicación de los "zviadistas" en Georgia Occidental, que fue llevada a cabo con una brutal eficiencia, ampliamente criticada por gobiernos extranjeros y organizaciones internacionales de derechos humanos.

## Ilegalización
Shevardnadze limitó gradualmente el poder de la organización. Sin embargo, Ioseliani siguió siendo el jefe de la supuesta organización civil, que continuó funcionando como un ejército privado. A principios de 1995 Shevardnadze ordenó el desarme del Mjedrioni, acusándolos de estar profundamente involucrados con el crimen organizado. El propio Eduard Shevardnadze escapó por poco de un intento de asesinado perpetrado con bombas el 29 de agosto de 1995, del que se culpó a oscuras coaliciones de fuerzas mafiosas, que incluían, entre otros, a Dzaba Ioseliani. Al Mjedrioni se le acusó también de otros actos de violencia política, siendo ilegalizados y Djaba Ioseliani encarcelado, aunque su participación en el intento de asesinato de Shevardnadze no fue totalmente probada.

## Actividades posteriores
A pesar de la ilegalización, el Mjedrioni continuó con una existencia en la sombra dentro de la política georgiana. Algunos miembros del Mjedrioni, liderados por Tornike Berishvili, volvieron a crear ostensiblemente en 1999 la organización político-paramilitar. Se acusó a los Mjedrioni de tener relaciones con los separatistas de Chechenia, y continuaron involucrados en actividades criminales y paramilitares, incluyendo continuos ataques guerrilleros en Abjasia. Dzhaba Ioseliani fue liberado de prisión en la amnistía de abril del año 2000 y retomó su puesto como jefe de los Mjedrioni, declarando su intención de presentarse a Presidente de Georgia y participar en las elecciones parlamentarias de noviembre de 2003. Sin embargo, Ioseliani murió de un ataque al corazón en marzo de ese año, antes siquiera de poder concurrir en la pugna electoral.

### Unión de los Patriotas de Georgia
Al no ser el Mjedrioni legalizado para su participación en las elecciones con ese nombre, se reconstituyó en noviembre de 2002 como un partido político llamado "Unión de Patriotas", que incluyó a antiguos partidarios de Zviad Gamsajurdia. La nueva formación tampoco fue legalizada. Su líder, Badri Zarandia, fue asesinado el 8 de enero de 2003.